# Lista dos campeonatos inativos da WWE
Na luta livre profissional, os campeonatos são disputados em enredos roteirizados por uma empresa ou lista de promoção de lutadores contratados. WWE é uma empresa de entretenimento esportivo com sede em Stamford, Connecticut, focada principalmente em luta livre profissional. A promoção foi fundada em 1953 como Capitol Wrestling Corporation (CWC). Nos 50 anos de história da empresa, mais de quarenta campeonatos únicos diferentes foram operados e disputados. Esses títulos consistiam em campeonatos divisionais, especiais e de categoria de peso. Destes títulos, vinte e três foram aposentados e bem-sucedidos por meio de títulos de substituição ou unificação de títulos. O primeiro campeonato retirado foi em 1961 com a versão Nordeste do NWA World Tag Team Championship (criado em 1957), enquanto o mais recente foi o WWE Greatest Royal Rumble (criado em 2018) em junho de 2018. O seguinte é uma compilação dos campeonatos anteriores da empresa que já estiveram ativos e disputados por seu plantel.

## História

### 1953-1969
Em 1953, a Capitol Wrestling Corporation (CWC) tornou-se membro da National Wrestling Alliance (NWA). Durante esse tempo, os lutadores da CWC podiam competir em campeonatos operados pela NWA. Em 1958, o CWC criou o NWA United States Tag Team Championship, que os campeões inaugurais Mark Lewin e Don Curtis venceram em abril daquele ano. Em 1963, a CWC encerrou sua parceria com a NWA e se estabeleceu como World Wide Wrestling Federation (WWWF).[carece de fontes?] Para refletir as mudanças, a WWWF introduziu seu campeonato mundial de pesos pesados (o segundo campeonato geral de singles da WWE e o atual campeonato da WWE), enquanto a sigla WWWF foi adicionada ao título de Tag Team dos Estados Unidos. Sem uma explicação formal da WWWF, o título de Tag Team foi dissolvido em 1967, o primeiro campeonato a ser retirado pela promoção. Dez anos depois, a empresa retirou seu primeiro título individualmente disputado, o WWWF United States Heavyweight Championship, também sem uma explicação formal.

### 1970-1999
A WWWF formou uma parceria com a New Japan Pro-Wrestling (NJPW), a Universal Wrestling Federation (UWF) e a Universal Wrestling Association (UWA) entre as décadas de 1970 e 1980 e, como resultado, criou e emprestou títulos para essas promoções. Em 1979, a promoção mudou seu nome para World Wrestling Federation (WWF) e seis anos depois encerrou suas parcerias com a NJPW e a UWF. Isso resultou na aposentadoria de um UWF e três títulos emprestados da NJPW: o WWF International Heavyweight Championship (UWF), WWF Junior Heavyweight Championship, WWF World Martial Arts Heavyweight Championship, e WWF International Tag Team Championship (NJPW). A empresa também encerrou as operações de três títulos de curta duração: o WWF North American Heavyweight Championship (1979-1981), WWF Canadian Championship (1985-1986) e o WWF Women's Tag Team Championship (1983-1989). Apesar de seus nomes, os títulos baseados em nomes geográficos não eram restritos a lutadores daquele local. Durante a década de 1990, o WWF encerrou seu relacionamento com a UWA; como resultado, o WWF Intercontinental Tag Team Championship foi abandonado, enquanto o WWF Light Heavyweight Championship (que a UWA possuía) foi reativado nos Estados Unidos para uso pelo WWF.

### 2000-2015
Em março de 2001, o WWF adquiriu todos os ativos da World Championship Wrestling (WCW), incluindo seus campeonatos. Destes títulos, a WWF operou os campeonatos WCW World Heavyweight, World Tag Team, e Cruiserweight. No final de 2001, o WWF interrompeu o WCW World Heavyweight e Tag Team Championships (que foram unificados com os campeonatos mundiais e tag team, respectivamente), enquanto o WWF Light Heavyweight Championship foi retirado em favor do Cruiserweight, que também seria aposentado em 2007. Em 2002, o WWF foi renomeado para World Wrestling Entertainment (WWE), e durante este ano, a WWE descontinuou o WWE Hardcore e o European Championship após terem sido unificados com o WWE Intercontinental Championship.
A WWE também adquiriu todos os ativos da Extreme Championship Wrestling (ECW) em 2003 e implementou a marca ECW em 2006, junto com o ECW World Heavyweight Championship reativado; no entanto, quando a marca fechou em 2010, o título foi retirado após Ezekiel Jackson se tornar o último campeão no episódio final da série ECW no Syfy. O World Tag Team Championship, estabelecido em 1971, e o WWE Tag Team Championship, introduzido em 2002, foram unificados em 9 de abril de 2009, mantendo histórias de títulos separadas como o "Unified WWE Tag Team Championship". No entanto, em 16 de agosto de 2010, o título mais antigo foi retirado em favor de manter o título mais recente como o único campeonato de duplas disputado na WWE. Os campeões, The Hart Dynasty (David Hart Smith e Tyson Kidd) foram premiados com um novo conjunto de cintos que representava o campeonato de 2002, e foram, portanto, reconhecidos como os detentores finais do Campeonato Mundial de Tag Team original.
O WWE Women's Championship original, estabelecido em 1956, e o WWE Divas Championship, introduzido em 2008, foram unificados em 19 de setembro de 2010, mantendo a história do título de Divas. O título mais antigo foi retirado em favor de manter o título mais recente como o único campeonato disputado na WWE pelas Divas. A autoproclamada co-campeã feminina Michelle McCool derrotou a campeã das Divas Melina no Night of Champions para se tornar a campeã unificada, tornando Layla a campeã final do Women's Championship. Em 3 de abril de 2016, na WrestleMania 32, a campeã das Divas Charlotte estava programada originalmente para defender seu título em um combate triplo. No evento, no entanto, o Divas Championship foi substituído por um novo WWE Women's Championship, com a vencedora da luta se tornando a campeã inaugural, portanto Charlotte foi a última detentora do Divas Championship.
O World Heavyweight Championship foi estabelecido em 2002 como um segundo campeonato mundial na WWE durante o tempo da primeira extensão da marca. Durante este período, o World Heavyweight Championship seria o campeonato primário para a marca Raw ou SmackDown, com o WWE Championship do outro. A extensão da marca terminou em 2011, permitindo a presença dos dois campeonatos nos dois shows. Em 15 de dezembro de 2013, o Campeão Mundial dos Pesos Pesados John Cena enfrentou o Campeão da WWE Randy Orton em uma luta no TLC: Tables, Ladders & Chairs, onde o World Heavyweight Championship foi unificado com o WWE Championship quando Orton derrotou Cena. No evento, foi anunciado que os títulos unificados se chamariam "WWE World Heavyweight Championship", mantendo a linhagem do WWE Championship. A WWE reconheceu oficialmente Orton como o último Campeão Mundial de Pesos Pesados e retirou o título.

### 2016–presente
Em 2016, a WWE reintroduziu a divisão de marcas. Logo depois, a divisão dos pesos-médios foi revivida e um novo WWE Cruiserweight Championship foi estabelecido. Este título mais recente não carregava a linhagem do original Cruiserweight Championship, que foi aposentado em 2007. O título foi inicialmente exclusivo da marca Raw, antes de se tornar exclusivo da marca 205 Live em 2018. Em seguida, também passou a fazer parte do NXT, após o 205 Live ser incorporado ao NXT em outubro de 2019. O título foi renomeado para NXT Cruiserweight Championship e foi estendido para a marca NXT UK em janeiro de 2020. No entanto, em janeiro de 2022, o campeonato foi aposentado. No episódio especial New Year's Evil do NXT 2.0, em 4 de janeiro de 2022, o título foi unificado ao NXT North American Championship. O Campeão Norte-Americano Carmelo Hayes derrotou o Campeão dos Pesos-Médios Roderick Strong, sendo Hayes reconhecido como o último Campeão dos Pesos-Médios e seguindo como Campeão Norte-Americano.
Em dezembro de 2016, a WWE anunciou que estabeleceria uma nova marca baseada no Reino Unido, e o primeiro campeonato criado para a marca foi o WWE United Kingdom Championship. Em junho de 2018, a marca foi formalmente estabelecida como NXT UK, e o NXT UK Women's Championship e o NXT UK Tag Team Championship foram criados na mesma época. No início de 2020, o WWE United Kingdom Championship foi renomeado para NXT United Kingdom Championship, e ainda naquele ano, a NXT UK Heritage Cup foi estabelecida. Em agosto de 2022, a WWE anunciou que a marca NXT UK entraria em hiato após o evento Worlds Collide, em 4 de setembro de 2022, e que a marca seria relançada como NXT Europe em 2023. Dessa forma, todos os campeonatos do NXT UK foram unificados aos respectivos campeonatos do NXT, exceto pela NXT UK Heritage Cup, que foi transferida para o NXT em 2023. O NXT United Kingdom Championship, o NXT UK Women's Championship e o NXT UK Tag Team Championship foram unificados no NXT Championship, NXT Women's Championship e NXT Tag Team Championship, respectivamente, com Tyler Bate, Meiko Satomura e a dupla Brooks Jensen e Josh Briggs sendo reconhecidos como os últimos campeões de cada título.
Em maio de 2019, a WWE introduziu o WWE 24/7 Championship, um título semelhante ao antigo Hardcore Championship da empresa. O título tinha uma regra "24/7", o que significava que poderia ser defendido a qualquer momento e em qualquer lugar, desde que um árbitro da WWE estivesse presente. Devido a essa regra, o título estava disponível para todas as marcas da WWE e poderia ser conquistado por homens, mulheres, assim como por funcionários que não fossem da WWE. Após Nikki Cross conquistar o título no episódio de 7 de novembro de 2022 do Raw, ela descartou o título como lixo nos bastidores, e dois dias depois, o campeonato foi listado como inativo no site oficial da WWE.
Em março de 2021, a WWE introduziu o NXT Women's Tag Team Championship para a marca NXT, após uma controvérsia envolvendo o WWE Women's Tag Team Championship. Antes disso, o WWE Women's Tag Team Championship estava disponível para Raw, SmackDown e NXT, mas deixou de ser exibido no NXT depois que a marca estabeleceu seu próprio campeonato de duplas. Após dois anos, no episódio de 23 de junho de 2023 do SmackDown, o NXT Women's Tag Team Championship foi unificado ao WWE Women's Tag Team Championship, aposentando o título anterior, com o título unificado se tornando novamente disponível para o NXT.
Em 25 de julho de 2016, a WWE introduziu o WWE Universal Championship para a marca Raw como contraparte do WWE Championship do SmackDown, e em 21 de agosto de 2016, no SummerSlam, Finn Bálor foi coroado o campeão inaugural. De abril de 2022 até abril de 2024, ambos os títulos, o WWE e o Universal, foram mantidos juntos como o Undisputed WWE Universal Championship, com ambos os títulos mantendo suas linhagens individuais. Após isso, o nome foi abreviado para Undisputed WWE Championship. Em 21 de abril de 2025, foi revelado que o Universal Championship foi aposentado, com a história do título sendo alterada para mostrar que ele foi retirado em 7 de abril de 2024, listando Roman Reigns como o último campeão, com a aposentadoria do título ocorrendo após sua derrota na Noite 2 da WrestleMania XL. Isso fez com que o reinado de Cody Rhodes fosse desconsiderado, já que a história do título entre 7 de abril de 2024 e 21 de abril de 2025 listava Rhodes como campeão.

## Títulos aposentados
Reconhecimento do campeonato mundial em negrito.

### Lutadores

#### Campeonatos individuais
| Campeonato                                      | Data de criação         | Primeiro(s) campeão(ões) (Nome da dupla) | Data da aposentadoria   | Último(s) campeão(ões) (Nome da dupla) | Ano(s) Ativo | Notas |
| ----------------------------------------------- | ----------------------- | ---------------------------------------- | ----------------------- | -------------------------------------- | ------------ | --- |
| WWF International Heavyweight Championship      | Julho de 1959           | Antonino Rocca                           | 31 de outubro de 1985   | Tatsumi Fujinami                       | 26           | O título foi retirado depois que a NJPW e o WWF encerraram suas parcerias. |
| WWWF United States Heavyweight Championship     | 6 de abril de 1963      | Bobo Brazil                              | 1 de março de 1976      | Bobo Brazil                            | 13           | O título foi retirado sem um anúncio formal. |
| WWF Junior Heavyweight Championship             | Setembro de 1965        | Paul DeGalles                            | 31 de outubro de 1985   | The Cobra                              | 20           | O título foi retirado depois que a NJPW e o WWF encerraram suas parcerias. |
| WWF World Martial Arts Heavyweight Championship | 18 de dezembro de 1978  | Antonio Inoki                            | 31 de dezembro de 1989  | Antonio Inoki                          | 11           | O título foi retirado depois que a NJPW e o WWF encerraram suas parcerias. |
| WWF North American Heavyweight Championship     | 13 de fevereiro de 1979 | Ted DiBiase                              | 20 de março de 1981     | Seiji Sakaguchi                        | 2            | O título foi retirado sem um anúncio formal. |
| WWF Canadian Championship                       | 18 de agosto de 1985    | Dino Bravo                               | 22 de janeiro de 1986   | Dino Bravo                             | <1           | Bravo foi o único campeão devido ao abandono do título pela WWF sem um anúncio formal. |
| WWE European Championship                       | 26 de fevereiro de 1997 | The British Bulldog                      | 22 de julho de 2002     | Rob Van Dam                            | 5            | O título foi retirado depois de ser unificado com o WWE Intercontinental Championship. |
| WWF Light Heavyweight Championship              | 7 de dezembro de 1997   | Taka Michinoku                           | 8 de março de 2002      | X-Pac                                  | 4            | O título foi substituído pelo WCW Cruiserweight Championship sem um anúncio formal. |
| WWE Hardcore Championship                       | 2 de novembro de 1998   | Mankind                                  | 26 de agosto de 2002    | Rob Van Dam                            | 4            | O título foi retirado depois de ser unificado com o WWE Intercontinental Championship. |
| WWE Cruiserweight Championship                  | 23 de março de 2001     | Shane Helms                              | 28 de setembro de 2007  | Hornswoggle                            | 7            | O título foi retirado sem um anúncio formal pela WWE. Este não é o mesmo título que o Cruiserweight Championship apresentado no Cruiserweight Classic em 2016, que agora é chamado de NXT Cruiserweight Championship. |
| WCW Championship                                | 23 de março de 2001     | Booker T                                 | 9 de dezembro de 2001   | Chris Jericho                          | <1           | O título foi retirado depois de ser unificado com o WWF Championship. |
| World Heavyweight Championship                  | 2 de setembro de 2002   | Triple H                                 | 16 de dezembro de 2013  | Randy Orton                            | 11           | Título unificado com o WWE Championship no TLC: Tables, Ladders & Chairs. |
| ECW Championship                                | 13 de junho de 2006     | Rob Van Dam                              | 16 de fevereiro de 2010 | Ezekiel Jackson                        | 4            | O título foi retirado no episódio final da ECW com o fechamento da marca ECW da WWE. |
| WWE Greatest Royal Rumble Championship          | 27 de abril de 2018     | Braun Strowman                           | Junho de 2018           | Braun Strowman                         | <1           | O título foi apresentado como um prêmio para a luta de 50 jogadores no Greatest Royal Rumble, mas nunca foi defendido após o evento e foi abandonado sem um anúncio formal. |
| NXT Cruiserweight Championship                  | 14 de setembro de 2016  | T. J. Perkins                            | 4 de janeiro de 2022    | Carmelo Hayes                          | 5            | O título foi aposentado após ser unificado no NXT North American Championship. |
| NXT United Kingdom Championship                 | 15 de dezembro de 2016  | Tyler Bate                               | 4 de setembro de 2022   | Tyler Bate                             | 5            | O título foi aposentado após ser unificado no NXT Championship. |
| WWE Universal Championship                      | 21 de agosto de 2016    | Finn Bálor                               | 7 de abril de 2024      | Roman Reigns                           | 8            | O título foi desativado em favor da continuação da linhagem do WWE Championship, já que de abril de 2022 a abril de 2024, ambos os títulos foram mantidos juntos como o Undisputed WWE Universal Championship. Após a derrota de Reigns, o histórico oficial do título reconheceu originalmente Cody Rhodes como campeão, com o título sendo chamado de Undisputed WWE Championship, até Rhodes perder o título na WrestleMania 41 em abril de 2025. Após sua derrota, o histórico oficial do título foi alterado, removendo Rhodes e, em vez disso, reconhecendo Reigns como o campeão final, com o título aposentado na noite em que ele o perdeu na WrestleMania XL em abril de 2024. |

#### Campeonatos de duplas

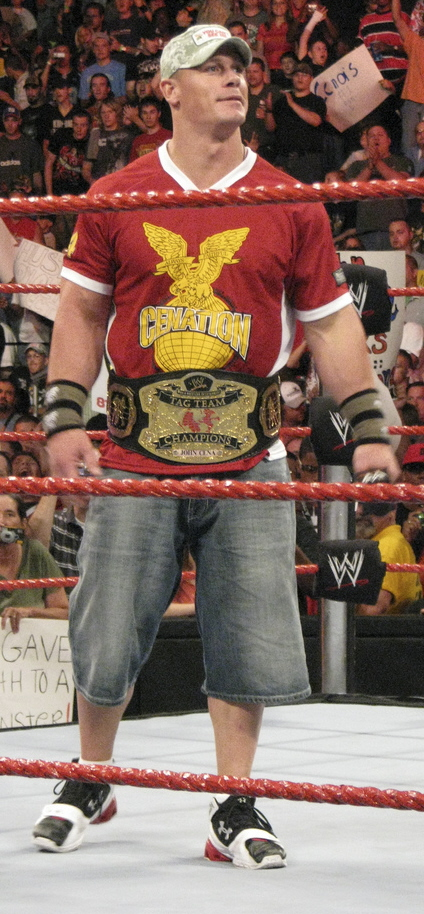
O World Tag Team Championship original (mostrado sendo usado pelo duas vezes campeão John Cena) esteve ativo de 1971 a 2010.

| Campeonato                                        | Data de criação         | Primeiro(s) campeão(ões) (Nome da dupla) | Data da aposentadoria  | Último(s) campeão(ões) (Nome da dupla)           | Ano(s) Ativo | Notas |
| ------------------------------------------------- | ----------------------- | ---------------------------------------- | ---------------------- | ------------------------------------------------ | ------------ | --- |
| NWA World Tag Team Championship (Versão Nordeste) | 26 de fevereiro de 1957 | Wildman Stevens e Wildman Fargo          | Junho de 1961          | Antonino Rocca e Miguel Pérez                    | 4            | O título foi abandonado sem um anúncio formal. |
| WWWF United States Tag Team Championship          | Julho de 1958           | Don Curtis e Mark Lewin                  | 29 de julho de 1967    | Spiros Arion e Bruno Sammartino                  | 9            | O título foi abandonado sem um anúncio formal. |
| WWF International Tag Team Championship           | 1° de junho de 1969     | Toru Tanaka e Mitsu Arakawa              | 31 de outubro de 1985  | Tatsumi Fujinami e Kengo Kimura                  | 16           | O título foi retirado depois que a NJPW e o WWF encerraram sua parceria. |
| World Tag Team Championship                       | 3 de junho de 1971      | Luke Graham e Tarzan Tyler               | 16 de agosto de 2010   | David Hart Smith e Tyson Kidd (The Hart Dynasty) | 39           | O título foi retirado em favor do WWE Tag Team Championship em abril de 2010, após um ano em que os dois títulos foram defendidos juntos sob o título de "Unified WWE Tag Team Championship". |
| WWF Intercontinental Tag Team Championship        | 7 de janeiro de 1991    | Perro Aguayo e Gran Hamada               | Julho de 1991          | Perro Aguayo e Gran Hamada                       | <1           | Aguayo e Hamada foram os únicos campeões como resultado da retirada do título pelo WWF sem um anúncio formal.                                                                                 |
| WCW Tag Team Championship                         | 23 de março de 2001     | Sean O' Haire e Chuck Palumbo            | 18 de novembro de 2001 | Bubba Ray e D-Von Dudley (Dudley Boyz)           | <1           | O título foi retirado depois de ser unificado com o WWF Tag Team Championship. |

### Lutadoras

#### Campeonatos individuais
| Campeonato                                 | Data de criação        | Primeira campeã     | Data da aposentadoria  | Última campeã  | Ano(s) Ativo | Notas |
| ------------------------------------------ | ---------------------- | ------------------- | ---------------------- | -------------- | ------------ | --- |
| WWE Women's Championship (versão original) | 18 de setembro de 1956 | The Fabulous Moolah | 19 de setembro de 2010 | Layla          | 54           | O título foi aposentado após ser unificado no WWE Divas Championship. Este não é o mesmo título do WWE Women's Championship introduzido na WrestleMania 32 em abril de 2016, que foi chamado de Raw Women's Championship de setembro de 2016 a junho de 2023.                                       |
| WWE Divas Championship                     | 6 de junho de 2008     | Michelle McCool     | 3 de abril de 2016     | Charlotte      | 7            | No pré-show da WrestleMania 32, a ex-lutadora da WWE e membro do Hall da Fama da WWE, Lita, anunciou que a luta triple threat pelo Divas Championship com Charlotte, Becky Lynch e Sasha Banks seria válida pelo novo WWE Women's Championship. O Divas Championship foi posteriormente aposentado. |
| NXT UK Women's Championship                | 18 de junho de 2018    | Rhea Ripley         | 4 de setembro de 2022  | Meiko Satomura | 4            | O título foi aposentado após ser unificado no NXT Women's Championship. |

#### Campeonatos de duplas
| Campeonato                        | Data de entrada     | Primeiras campeãs (Nome da dupla)   | Data de aposentadoria   | Últimas campeãs (Nome da dupla)               | Anos ativo | Notas |
| --------------------------------- | ------------------- | ----------------------------------- | ----------------------- | --------------------------------------------- | ---------- | --- |
| WWF Women's Tag Team Championship | 13 de maio de 1983  | Velvet McIntyre e Princess Victoria | 14 de fevereiro de 1989 | Leilani Kai e Judy Martin (The Glamour Girls) | 5          | O título foi abandonado pela WWF sem um anúncio formal. Este não é o mesmo título do WWE Women's Tag Team Championship anunciado no episódio do Raw de 24 de dezembro de 2018. |
| NXT Women's Tag Team Championship | 10 de março de 2021 | Dakota Kai e Raquel González        | 23 de junho de 2023     | Alba Fyre e Isla Dawn                         | 2          | O título foi retirado depois de ser unificado no WWE Women's Tag Team Championship.                                                                                            |